# Arnebia hispidissima
Arnebia hispidissima  (лат.) — травянистое однолетнее растение семейства Бурачниковые (Boraginaceae), вид рода Арнебия.

## Ботаническое описание
Растение с мощным корнем  красно-фиолетового цвета, со стелющимися либо прямостоячими стеблями высотой до 40 см, может разрастаться в ширину 50 см. Все части растения покрыты множеством белёсых волосков. Листья очередные, простые, без прилистниками, сидячие, длиной около 5 см и шириной до 1 см. Жёлтые цветки трубчатые диаметром 6 мм, длиной около 1 см.

## Распространение
Произрастает в тропических районах Северной Африки, встречается на севере Нигерии, в Камеруне, Чаде, Судане. От Ливии и Египта через Ирак, Израиль, Аравийский полуостров ареал доходит до Пакистана и Индии.
Произрастает на сухих, каменистых или песчаных почвах, часто на пустынных равнинах, расселяется около жилья и вдоль полей.

## Значение и применение
Традиционно народы Азии и Африки получали из корней красители.
В традиционной индийской медицине экстракты корня используют для лечения язв и порезов, при головной боли и лихорадках. Экстракты травы растения используют как тонизирующее, мочегонное и отхаркивающее средство.